# 贝尼耶尔
贝尼耶尔（法語：Bernières，法語發音：[bɛʁnjɛʁ]）是法国滨海塞纳省的一个市镇，属于勒阿弗尔区。

## 地理
贝尼耶尔（49°37'14"N, 0°28'40"E）面积6.63 平方千米，位于法国诺曼底大区滨海塞纳省，该省份为法国北部沿海省份，其西部及北部濒大西洋英吉利海峡，东起顺时针与索姆省、瓦兹省、厄尔省和卡爾瓦多斯省接壤。
与贝尼耶尔接壤的市镇（或旧市镇、城区）包括：努万托、鲁维尔、圣马克卢-拉布里耶尔。
贝尼耶尔的时区为UTC+01:00、UTC+02:00（夏令时）。

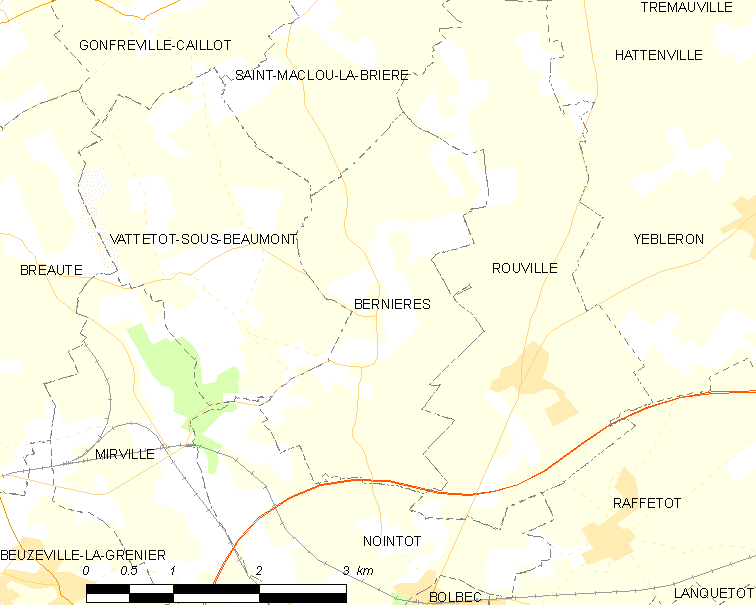
贝尼耶尔的OSM定位图

## 行政
贝尼耶尔的邮政编码为76210，INSEE市镇编码为76082。

## 政治
贝尼耶尔所属的省级选区为博尔贝克县。

## 人口

1962-2008年间贝尼耶尔人口变化图示

贝尼耶尔于2022年1月1日时的人口数量为638人。